# Inferno Vermelho
Red Heat (bra/prt: Inferno Vermelho) é um filme estadunidense de 1988, dos gêneros ação e comédia, dirigido por Walter Hill.
Arnold Schwarzenegger interpreta Ivan Danko, um disciplinado e destemido oficial da Polícia Soviética Militsiya que tem como missão capturar um traficante da Máfia Russa responsável pela morte de seu colega em Moscou. Ele então parte para Chicago onde encontra seu parceiro americano, interpretado por James Belushi. Juntos trabalham para prender o poderoso traficante de drogas soviético, Viktor Rostavili. O filme tem ainda Peter Boyle, Ed O'Ross e Gina Gershon.

## Enredo
O capitão Ivan Danko e o tenente Yuri Ogarkov, da Milícia de Moscou, lideram uma operação contra o chefão das drogas georgiano Viktor Rostavili. No entanto, Rostavili consegue escapar da captura e, em um tiroteio que se segue, mata Ogarkov e foge para os Estados Unidos. Enquanto Danko se recupera de seus ferimentos, Rostavili é preso por uma pequena infração de trânsito em Chicago, e Danko é enviado posteriormente para os Estados Unidos para recuperar o criminoso, sob ordens estritas de não revelar a verdadeira natureza da extradição de Rostavili.
Ao chegar em Chicago, Danko é recebido pelos detetives da polícia Art Ridzik e Max Gallagher. Enquanto interrogava Rostavili, Danko confisca uma chave misteriosa escondida em sua pessoa. Enquanto ele está sendo transportado para o aeroporto, o grupo é emboscado por seus homens e Gallagher é baleado e morto, permitindo que o prisioneiro escape. Contra a vontade das autoridades locais, Danko decide permanecer em Chicago para prender Rostavili, e Ridzik é designado para ser seu vigia.

## Elenco
| Ator                  | Persongem          |
| --------------------- | ------------------ |
| Arnold Schwarzenegger | Capitão Ivan Danko |
| James Belushi         | Art Ridzik         |
| Peter Boyle           | Lou Donnelly       |
| Ed O'Ross             | Viktor Rostavili   |
| Larry Fishburne       | Stobbs             |
| Gina Gershon          | Manzetti           |
| Richard Bright        | Sargento Gallagher |
| Michael Hagerty       | Pat Nunn           |
| Brent Jennings        | Abdul Elijah       |
| Oleg Vidov            | Yuri Ogarkov       |
| Savely Kramarov       | Gregor Moussorsky  |
| Gabor Koncz           | Rostavili          |
| Sven-Ole Thorsen      | Nikolai            |

## Lançamento
Red Heat estreou em Los Angeles e Nova York em 17 de junho de 1988.  Foi distribuído pela TriStar Pictures.  Ele arrecadou US $ 35 milhões nos EUA.

## Videogame
Um videogame baseado no filme foi lançado em 1989, para várias plataformas de computador.